# Julius van Beyma

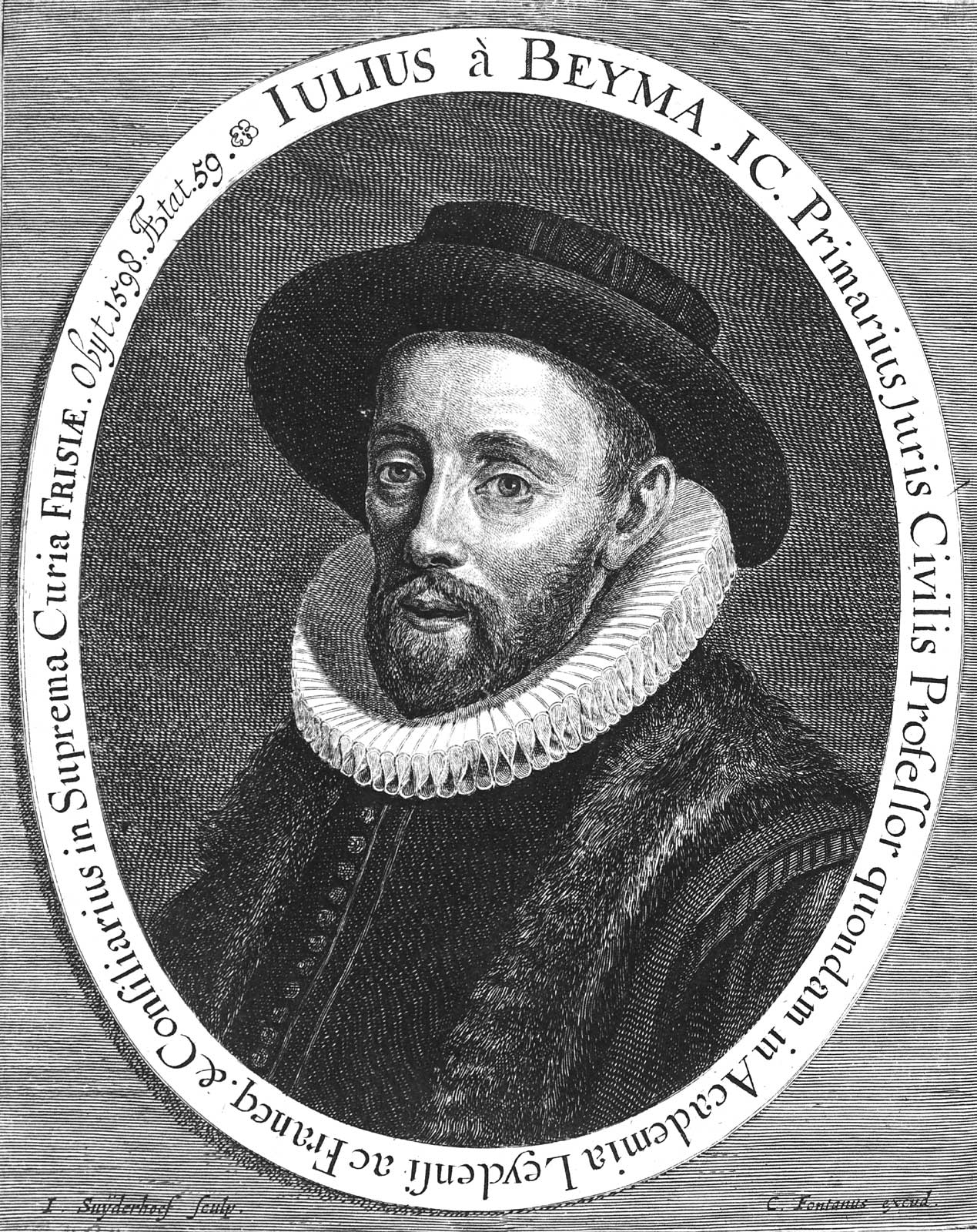
Julius van Beyma

Julius van Beyma, auch Bayma oder Beima (* im Zeitraum zwischen 1539 und 1546 in Dokkum; † 15. Juni 1598 in Leeuwarden) war ein niederländischer Rechtswissenschaftler.

## Leben
Beyma entstammte einer Adelsfamilie. Er war der Sohn des Bürgermeisters Jan Juckes van Beyma und dessen Frau Maycke (oder Maria) N. und erhielt seine erste schulische Ausbildung an der Martinschule in Groningen. Danach bezog er die Universität Löwen, um ein Studium der Rechtswissenschaften zu absolvieren. 1564 zog er an die Universität Orléans, wo er sich am 20. September desselben Jahres den akademischen Grad eines Lizentiaten des kanonischen Rechts und den Baccalaureus des bürgerlichen Rechts erwarb. Anschließend kehrte er in seine Heimat als Advokat nach Leeuwarden zurück.
Doch verließ seine Heimat um den Verfolgungen von Protestanten zu entgehen, wozu er sich zehn Jahre in Deutschland aufhielt. Hier ist er am 15. Januar 1572 an der Universität Wittenberg nachzuweisen, wo er sich scheinbar an der juristischen Fakultät einer Dozententätigkeit widmete. Bereits 1579 hatte er die Vorlesungen der Instituten des Wittenberger Professors Johannes Lauterbach von Noskowitz (* um 1550–nach 1616) übernommen, welche Professur ihm nach dessen Abgang 1580 weiter übertragen wurde. Weil er sich im Januar 1581 weigerte die Konkordienformel zu unterschreiben, wurde er aus seiner Wittenberger Hochschullehrertätigkeit entlassen.
Daraufhin kehrte er in die Niederlande zurück, wo er an der Universität Leiden am 20. Juli 1581 eine auf ein Jahr beschränkte außerordentliche Professur übernahm und am 1. August 1582 zum ordentlichen Professor der Instituten und Digesten ernannt wurde. Er beteiligte sich auch an den organisatorischen Aufgaben der Leidener Hochschule und war 1589 bis 1591 Rektor der Alma Mater. Am 11. Mai 1596 verließ er Leiden um einen Lehrstuhl an der Universität Franeker zu übernehmen. Er blieb dort nicht lange. Er kehrte schließlich ein seine friesische Heimat zurück, wo er am 10. Mai 1597 am friesischen Gerichtshof eine Stelle als Gerichtsrat übernahm. Jedoch zur großen Wirksamkeit gelangte er nicht mehr, da er im Folgejahr starb.

## Familie
Jucke van Beyma (* 1450) war der Stammvater dieser friesischen Adelsfamilie.
Jan Juckes Beyma (1500 bis 2. Oktober 1564 oder 1565), Bürgermeister von Dokkum ⚭ Maria, waren seine Eltern. Beyma war seit 1582 mit Maycke Gadema († nach 1598) verheiratet, einer Tochter von Jan Lambert. Das Paar hatte mehrere Kinder.
- Ena van Beyma (* 1586) ⚭ Johann Verucius
- Titia oder Tieth Beyma (1586–1662) ⚭ 10. April 1605 mit Gerlacus Verrutius (1576–1631)
- Johan[nes] Beyma (um 1588–1647) ⚭ 1624 Fem van Bejtinga. Er war von 1624 bis 1647 Stadtrat und Bürgermeister von Leeuwarden
- Lambert[us] van Beyma (1590–9. September 1658) ⚭ 16. Juni 1619 Elske Coertsd Nederlof oder Nederhof, einer Tochter des Coert Nederlof. Er war Leiter des Waisenhauses in Leeuwarden und gab später die Werke seines Vaters heraus
  - Coert van Beyma (25. Juli 1627–1665) ⚭ 4. August 1650 Anna Catharina van Vierssen.

## Werke (Auswahl)
- Disputationes Juridicae, sociata cum collega Henrico Schotano opera editae. Franeker 1598.
- Commentaria in varios Titulos juris. Tractatus de Mora. De usura. De eo quod interest. De poenali Stipulatione et de Dividuis et Individuis. Leeuwarden 1645.
- Commentarius in Titulum de verborum significatione et de diversis regulis juris antiquis item Tractatus singularis de Moderamine inculpatae Tutelae et de Legitima. Leeuwarden 1649.